# Sant Ferriol
Sant Ferriol è un comune spagnolo di 199 abitanti situato nella comunità autonoma della Catalogna.